# Грабовский, Михал (генерал)
Михал Грабовский (пол. Michał Grabowski; 1773 — 17 августа 1812, Смоленск) — бригадный генерал армии Варшавского герцогства (1807). Старший брат Станислава Грабовского.

## Биография
Представитель польского дворянского рода Грабовских герба «Окша». Сын Эльжбеты Грабовской, жены генерал-майора Яна Ежи Грабовского, а после его смерти — морганатической супруги последнего короля Польши Станислава Августа Понятовского; по мнению многих исторических источников, был сыном короля, по смерти генерала Грабовского воспитывался под королевским покровительством.
В русско-польскую войну 1792 года служил майором в Пятом пехотном полку. В ходе восстания 1794 года был адъютантом польского короля, затем после Третьего раздела Польши сопровождал его в Гродно и Санкт-Петербург.
Во время кампании 1807 года был назначен бригадным генералом, затем получил назначение на пост коменданта ещё строившейся Крепости Модлин. В 1808 году командовал бригадой в Третьей дивизии Варшавского герцогства под командованием генерала Домбровского. B 1811 г. был отправлен в военную миссию в Дрезден.
В войне 1812 года командовал бригадой в 18-й дивизии генерала Людвика Каменецкого, принимавшей участие в российском походе Наполеона. 4 июля 1812 года в Гродно присоединился к Генеральной конфедерации Королевства Польского. Некоторое время исполнял обязанности губернатора Могилёва.
17 августа 1812 года погиб при штурме Смоленска.